# 시산표

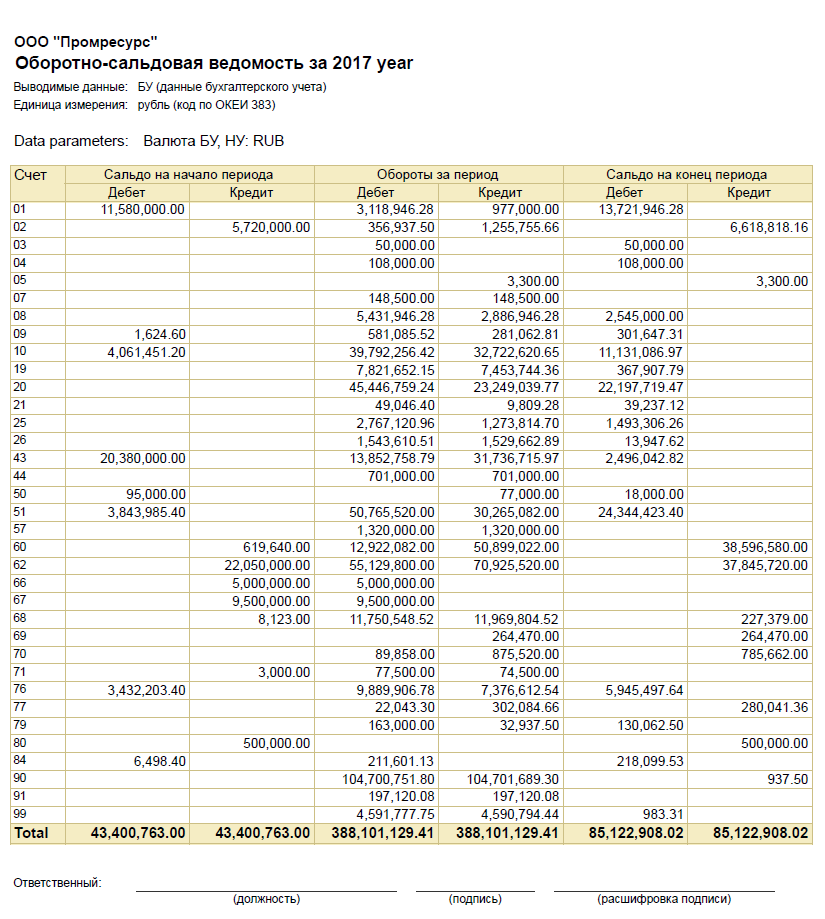

시산표(試算表, trial balance; T/B)는 결산을 확정하기 전에 분개장으로부터 총계정원장의 각 계정으로 정확하게 전기되었는지를 확인하기 위해서, 대차평균의 원리를 이용해 작성하는 집계표이다.
시산표에는 합계시산표, 잔액시산표, 합계잔액시산표 등의 종류가 있다.
기초잔액에 기중에 발생한 모든 거래를 반영하여 모든 계정과목과 금액을 하나의 표로 집합시킨 것이 시산표이고, 수정전 시산표에 결산수정분개를 반영하면 수정후 시산표가 작성된다.

## 합계시산표
합계시산표는 총계정원장의 각 계산에 대해 차변 합계와 대변 합계를 집계해 작성되는 시산표이다.
올바르게 전기하면 분개장의 차변 합계·대변 합계와 합계 시산표의 차변 합계·대변 합계는 일치한다. 합계 시산표의 차변 합계와 대변 합계는대차평균의 원리에 의해 반드시 일치한다.
| 차변      | 계정과목      | 대변      |
| --------- | ------------- | --------- |
| 1,001,000 | 현금          | 280,500   |
| 580,000   | 수취계정      | 220,000   |
| 3,670,000 | 상품          | 80,000    |
| 150,000   | 지불계정      | 400,000   |
| 130,000   | 차입금        | 880,000   |
|           | 자본금        | 3,000,000 |
|           | 상품 매매이익 | 1,600,000 |
|           | 수취이자      | 500       |
| 900,000   | 급료          |           |
| 10,000    | 지불 이자     |           |
| 20,000    | 잡비          |           |
| 6,461,000 |               | 6,461,000 |

## 합계잔액시산표(Compound trial balance / 合計殘額試算表 )
compound trial balance